# Francisco de la Serna
Francisco de la Serna, OESA (1568 - abril de 1647) foi um prelado católico romano que serviu como Bispo de La Paz de 1645 a 1647, Bispo de Popayán de 1638 a 1645, e Bispo do Paraguai de 1635 a 1638.

## Biografia
Francisco de la Serna nasceu em Huánuco, Peru, e fez sua profissão solene na Ordem dos Eremitas de Santo Agostinho em 9 de junho de 1596. Em 17 de dezembro de 1635, foi nomeado durante o papado do Papa Urbano VIII como Bispo do Paraguai. Recebeu a ordenação episcopal em 15 de novembro de 1637, na Igreja de Santo Agostinho em Lima, através de Dom Hernando de Arias y Ugarte, Arcebispo de Lima, assistido pelo Padre Pedro de Ortega y Sotomayor. Em 14 de junho de 1638, foi nomeado durante o papado do Papa Urbano VIII como Bispo de Popayán. Em 19 de janeiro de 1645, foi escolhido pelo Rei da Espanha e confirmado pelo Papa Inocêncio X em 21 de agosto de 1645 como Bispo de La Paz.

Enquanto bispo, foi o consagrador principal de Gaspar de Villarroel, bispo de Santiago do Chile (1638) e o principal co-consagrador de Bartolomé de Benavente y Benavides, bispo de Antequera (1640).